# そうだ旅（どっか）に行こう。
『そうだ旅（どっか）に行こう。』（そうだどっかにいこう。）は、テレビ東京系列で2012年4月3日から2015年9月15日まで放送されていた旅バラエティ番組である。
2011年12月24日にはパイロット版が『土曜スペシャル』枠で放送された。

## 概要
毎回2～3人の芸能人を偽の仕事で呼び出し、その場で強制的に休みを与えて旅行に出発させ、その模様を収めたVTRをスタジオゲストが観るという形式の旅番組風のバラエティ番組。2011年12月24日に『土曜スペシャル』としてパイロット版が放送され、2012年4月3日から未明（深夜）帯でレギュラー放送されている。
出演者は休みである以外は一切決められておらず、出演者が旅行情報誌やインターネットなどを用いて、旅程を自由に決めることが出来るのが特徴。旅行の途中で友人の芸能人を呼び出しても良い。その反面、宿泊先や移動手段の確保、更には現地施設・お店での撮影交渉も出演者自身で行わなければならず、番組の性質上ぶっつけで交渉をせざるを得ないので、許可が下りず撮影出来ない事もある。
司会の内村光良にとってはテレビ東京でのレギュラー番組は25年ぶり であり、ラテ欄ではサブタイトルに用いられることがある。芸能人の呼び出しは基本的に虎ノ門本社(日経電波会館)、収録は天王洲スタジオで行われている。
番組タイトルはJR東海が展開している京都観光キャンペーンのキャッチコピーである『そうだ 京都、行こう。』をもじっており、CMよろしく「My Favorite Things」も挿入曲として使用されている。
4月30日放送分までは、記事名が「そうだ旅（どっか）に行こう。人生最高の旅 芸能人が突然休みをもらったら…」（そうだどっかにいこう。じんせいさいこうのたび げいのうじんがとつぜんやすみをもらったら…）だったが、5月7日放送分からは記事名が「そうだ旅（どっか）に行こう。」に変更された。
2012年10月の改編に伴い、テレビ東京の0時台枠が変更される ため、10月8日から23:58 - 翌0:45に放送されることとなった。
地方の番販ネット局ではテレビ東京同様の47分版が放送される局、CMなどを詰めて30分に編集したバージョンが流れる局、逆にCMを伸ばして55分にしたものを放送する局で分かれていた。
2013年3月25日をもってテレビ東京・テレビ北海道・テレビ大阪・TVQ九州放送などを除く一部のネット局（テレビ愛知他）では終了した。
2013年4月6日からはテレビ東京では日曜1:45 - 2:10（土曜深夜）に枠移動し、放送時間も25分に短縮され、テレビ北海道・テレビ大阪・テレビせとうち・TVQ九州放送などの一部ネット局でも引き続き同時または遅れネットで放送された。
2013年10月15日より度々ゴールデンSPが放送されていた火曜18:30 - 19:54枠に昇格した。土曜深夜時代と同じくローカルセールス枠のため一部系列局では遅れネットで放送された。
2014年春の改編で火曜18:30 - 18:57枠にアニメ『マジンボーン』を編成するため、当番組は放送時間が18:57 - 19:54に縮小された。なお、TVhなど野球中継を優先する局は遅れネットになる場合もあった。
2014年になってからは、20時台の『ありえへん∞世界』との交互2時間SPが多くなっていく中、2015年1月27日放送分は、2014年7月22日放送分以来半年ぶりの1時間枠での放送となった。
2015年9月15日を以って当番組は終了。

## 出演者
旅先案内人
- 内村光良（ウッチャンナンチャン）

進行
- 相内優香（テレビ東京アナウンサー）[注 3]
- 住吉美紀[注 4]
- 神田愛花[注 5]

旅の見届け人
- 土田晃之
- 大島麻衣[注 6]

内村・住吉・土田・大島の4人に加えて、毎週「見届け人」として1～3人がゲスト出演している。
ナレーター
- 窪田等
- 津野まさい

## ネット局と放送時間

### レギュラー版・第3期
| 放送対象地域   | 放送局                | 系列           | 放送時間                     | 放送開始日     | 遅れ       | 脚注      |
| -------------- | --------------------- | -------------- | ---------------------------- | -------------- | ---------- | --------- |
| 関東広域圏     | テレビ東京（TX）      | テレビ東京系列 | 火曜 18:57 - 19:54           | 2013年10月22日 | 制作局     | 制作局    |
| 北海道         | テレビ北海道（TVh）   | テレビ東京系列 | 火曜 18:57 - 19:54           | 2013年10月22日 | 同時ネット |           |
| 愛知県         | テレビ愛知（TVA）     | テレビ東京系列 | 火曜 18:57 - 19:54           | 2013年10月22日 | 同時ネット |           |
| 大阪府         | テレビ大阪（TVO）     | テレビ東京系列 | 火曜 18:57 - 19:54           | 2013年10月22日 | 同時ネット |           |
| 岡山県・香川県 | テレビせとうち（TSC） | テレビ東京系列 | 火曜 18:57 - 19:54           | 2013年10月22日 | 同時ネット |           |
| 福岡県         | TVQ九州放送（TVQ）    | テレビ東京系列 | 火曜 18:57 - 19:54           | 2013年10月22日 | 同時ネット |           |
| 滋賀県         | びわ湖放送（BBC）     | 独立局         | 火曜 18:57 - 19:54           | 2013年10月22日 | 同時ネット |           |
| 奈良県         | 奈良テレビ（TVN）     | 独立局         | 火曜 18:57 - 19:54           | 2013年12月3日  | 同時ネット | [ 注 17 ] |
| 和歌山県       | テレビ和歌山（WTV）   | 独立局         | 火曜 18:57 - 19:54           | 2013年11月5日  | 同時ネット | [ 注 17 ] |
| 岐阜県         | ぎふチャン（GBS）     | 独立局         | 火曜 18:57 - 19:54           | 2015年4月14日  | 同時ネット | [ 注 18 ] |
| 岩手県         | テレビ岩手（TVI）     | 日本テレビ系列 | 日曜 12:35 - 13:30           | 2013年11月10日 | 遅れネット |           |
| 山形県         | 山形放送（YBC）       | 日本テレビ系列 | 日曜 12:00 - 12:55           | 2013年11月10日 | 遅れネット |           |
| 新潟県         | テレビ新潟（TeNY）    | 日本テレビ系列 | 土曜 13:30 - 14:25           | 2013年11月16日 | 遅れネット |           |
| 熊本県         | 熊本放送（RKK）       | TBS系列        | 水曜 23:58 - 翌0:58          | 2013年11月13日 | 遅れネット |           |
| 秋田県         | 秋田テレビ（AKT）     | フジテレビ系列 | 土曜 10:00 - 10:55           | 2014年10月1日  | 遅れネット | [ 注 19 ] |
| 宮崎県         | 宮崎放送（mrt）       | TBS系列        | 月曜 9:55 - 10:50            | 2013年10月     | 遅れネット | [ 注 20 ] |
| 愛媛県         | 愛媛朝日テレビ（eat） | テレビ朝日系列 | 水曜 0:20 - 1:20（火曜深夜） | 2015年7月16日  | 遅れネット |           |
| 山口県         | テレビ山口（tys）     | TBS系列        | 不定期放送                   | 2015年10月2日  | 遅れネット | [ 注 21 ] |

- テレビ東京系列としてはあくまでローカルセールス枠の番組のため、通常編成時には同時ネットとする同系列局および名阪地区の独立局であっても、局の編成の都合で臨時非ネットもしくは（テレビ東京と同時刻での放送であったとしても）遅れネットとすることがあった。

### レギュラー版・第2期
| 放送対象地域   | 放送局                | 系列           | 放送時間                     | 放送開始日     | 遅れ       | 脚注      |
| -------------- | --------------------- | -------------- | ---------------------------- | -------------- | ---------- | --------- |
| 関東広域圏     | テレビ東京（TX）      | テレビ東京系列 | 日曜 1:45 - 2:10（土曜深夜） | 2013年4月7日   | 制作局     | 制作局    |
| 北海道         | テレビ北海道（TVh）   | テレビ東京系列 | 水曜 1:00 - 1:30             | 2013年4月24日  | 遅れネット |           |
| 大阪府         | テレビ大阪（TVO）     | テレビ東京系列 | 日曜 1:59 - 2:30（土曜深夜） | 2013年4月28日  | 遅れネット |           |
| 福岡県         | TVQ九州放送（TVQ）    | テレビ東京系列 | 月曜 0:35 - 1:00（日曜深夜） | 2013年4月15日  | 遅れネット |           |
| 岡山県・香川県 | テレビせとうち（TSC） | テレビ東京系列 | 日曜 1:30 - 2:00（土曜深夜） | 2013年6月3日   | 遅れネット |           |
| 愛知県         | テレビ愛知（TVA）     | テレビ東京系列 | 木曜 12:05 - 12:35           | 2013年10月11日 | 遅れネット | [ 注 22 ] |
| 岩手県         | テレビ岩手（TVI）     | 日本テレビ系列 | 日曜 1:20 - 1:45（土曜深夜） | 2013年4月21日  | 遅れネット |           |
| 石川県         | テレビ金沢（KTK）     | 日本テレビ系列 | 水曜 1:37 - 2:07（火曜深夜） | 2013年5月2日   | 遅れネット |           |
| 山梨県         | 山梨放送（YBS）       | 日本テレビ系列 | 金曜 1:23 - 1:53（木曜深夜） | 2013年5月17日  | 遅れネット |           |
| 新潟県         | テレビ新潟（TeNY）    | 日本テレビ系列 | 土曜 10:00 - 10:30           | 2013年5月18日  | 遅れネット |           |
| 熊本県         | 熊本放送（RKK）       | TBS系列        | 水曜 1:03 - 1:33（火曜深夜） | 2013年5月31日  | 遅れネット | [ 注 23 ] |
| 富山県         | 富山テレビ（BBT）     | フジテレビ系列 | 日曜 2:10 - 2:35（土曜深夜） | 2013年4月21日  | 遅れネット |           |
| 長崎県         | テレビ長崎（KTN）     | フジテレビ系列 | 水曜 1:45 - 2:15（火曜深夜） | 2013年4月24日  | 遅れネット |           |
| 秋田県         | 秋田テレビ（AKT）     | フジテレビ系列 | 日曜 9:00 - 9:30             | 2013年4月28日  | 遅れネット |           |
| 滋賀県         | びわ湖放送（BBC）     | 独立局         | 金曜 22:30 - 22:55           | 2013年5月24日  | 遅れネット |           |
| 奈良県         | 奈良テレビ（TVN）     | 独立局         | 木曜 17:30 - 18:00           | 2013年4月15日  | 遅れネット | [ 注 24 ] |

### レギュラー版・第1期
| 放送対象地域   | 放送局                | 系列           | 放送時間                     | 放送開始日     | 遅れ       | 脚注                |
| -------------- | --------------------- | -------------- | ---------------------------- | -------------- | ---------- | ------------------- |
| 関東広域圏     | テレビ東京（TX）      | テレビ東京系列 | 月曜 23:58 - 翌0:45          | 2012年4月2日   | 制作局     | 制作局              |
| 北海道         | テレビ北海道（TVh）   | テレビ東京系列 | 月曜 23:58 - 翌0:45          | 2012年4月2日   | 同時ネット |                     |
| 愛知県         | テレビ愛知（TVA）     | テレビ東京系列 | 月曜 23:58 - 翌0:45          | 2012年4月2日   | 同時ネット |                     |
| 岡山県・香川県 | テレビせとうち（TSC） | テレビ東京系列 | 月曜 23:58 - 翌0:45          | 2012年4月2日   | 同時ネット |                     |
| 福岡県         | TVQ九州放送（TVQ）    | テレビ東京系列 | 月曜 23:58 - 翌0:45          | 2012年4月2日   | 同時ネット |                     |
| 滋賀県         | びわ湖放送（BBC）     | 独立局         | 月曜 23:58 - 翌0:45          | 2012年10月8日  | 同時ネット |                     |
| 大阪府         | テレビ大阪（TVO）     | テレビ東京系列 | 日曜 14:00 - 15:00           | 2012年9月30日  | 遅れネット |                     |
| 大阪府         | テレビ大阪（TVO）     | テレビ東京系列 | 火曜 23:58 - 翌0:45          | 2012年10月9日  | 遅れネット | [ 注 25 ]           |
| 和歌山県       | テレビ和歌山（WTV）   | 独立局         | 金曜 0:05 - 0:35（木曜深夜） | 2012年4月13日  | 遅れネット |                     |
| 奈良県         | 奈良テレビ（TVN）     | 独立局         | 日曜 0:00 - 0:30（土曜深夜） | 2012年4月29日  | 遅れネット | [ 注 26 ]           |
| 宮城県         | ミヤギテレビ（MMT）   | 日本テレビ系列 | 月曜 10:25 - 10:55           | 2012年4月23日  | 遅れネット |                     |
| 福島県         | 福島中央テレビ（FCT） | 日本テレビ系列 | 月曜 10:25 - 10:55           | 2012年7月9日   | 遅れネット |                     |
| 石川県         | テレビ金沢（KTK）     | 日本テレビ系列 | 水曜 1:37 - 2:07（火曜深夜） | 2012年5月16日  | 遅れネット |                     |
| 新潟県         | テレビ新潟（TeNY）    | 日本テレビ系列 | 日曜 12:45 - 13:26           | 2012年5月20日  | 遅れネット |                     |
| 静岡県         | 静岡第一テレビ（SDT） | 日本テレビ系列 | 木曜 0:58 - 1:39（水曜深夜） | 2012年7月5日   | 遅れネット |                     |
| 広島県         | 広島テレビ（HTV）     | 日本テレビ系列 | 金曜 9:30 - 10:00            | 2012年10月5日  | 遅れネット | [ 注 27 ]           |
| 鳥取県・島根県 | 日本海テレビ（NKT）   | 日本テレビ系列 | 日曜 0:50 - 1:35（土曜深夜） | 2013年1月13日  | 遅れネット | [ 注 28 ]           |
| 熊本県         | 熊本放送（RKK）       | TBS系列        | 土曜 13:10 - 13:55           | 2012年7月14日  | 遅れネット | [ 注 29 ] [ 注 30 ] |
| 大分県         | 大分放送（OBS）       | TBS系列        | 木曜 10:20 - 10:50           | 2012年10月4日  | 遅れネット | [ 注 31 ]           |
| 鹿児島県       | 鹿児島テレビ（KTS）   | フジテレビ系列 | 月曜 0:25 - 0:55（日曜深夜） | 2012年7月23日  | 遅れネット | [ 注 29 ] [ 注 30 ] |
| 長崎県         | テレビ長崎（KTN）     | フジテレビ系列 | 金曜 0:40 - 1:10（木曜深夜） | 2012年8月3日   | 遅れネット |                     |
| 秋田県         | 秋田テレビ（AKT）     | フジテレビ系列 | 日曜 9:00 - 9:30             | 2012年10月7日  | 遅れネット | [ 注 32 ]           |
| 長野県         | 長野放送（NBS）       | フジテレビ系列 | 土曜 12:00 - 12:55           | 2012年10月20日 | 遅れネット | [ 注 33 ]           |
| 富山県         | 富山テレビ（BBT）     | フジテレビ系列 | 日曜 1:10 - 2:10（土曜深夜） | 2012年10月21日 | 遅れネット |                     |
| 福井県         | 福井テレビ（FTB）     | フジテレビ系列 | 日曜 13:00 - 13:55           | 2012年11月11日 | 遅れネット |                     |

### パイロット版（スペシャル1）
| 放送対象地域 | 放送局                | 系列           | 放送日時                     | 遅れ       |
| ------------ | --------------------- | -------------- | ---------------------------- | ---------- |
| 関東広域圏   | テレビ東京（TX）      | テレビ東京系列 | 2011年12月24日 19:00 - 20:54 | 製作局     |
| 福岡県       | TVQ九州放送（TVQ）    | テレビ東京系列 | 2011年12月24日 19:00 - 20:54 | 同時ネット |
| 岐阜県       | 岐阜放送（GBS）       | 独立局         | 2011年12月24日 19:00 - 20:54 | 同時ネット |
| 愛知県       | テレビ愛知（TVA）     | テレビ東京系列 | 2011年12月30日 11:35 - 13:30 | 6日遅れ    |
| 熊本県       | 熊本放送（RKK）       | TBS系列        | 2012年1月3日 11:55 - 13:55   | 10日遅れ   |
| 青森県       | 青森朝日放送（ABA）   | テレビ朝日系列 | 2012年1月3日 13:00 - 15:00   | 10日遅れ   |
| 三重県       | 三重テレビ（MTV）     | 独立局         | 2012年1月3日 21:00 - 22:55   | 10日遅れ   |
| 新潟県       | 新潟総合テレビ（NST） | フジテレビ系列 | 2012年1月14日 13:00 - 14:55  | 21日遅れ   |
| 広島県       | 中国放送（RCC）       | TBS系列        | 2012年1月19日 13:55 - 15:45  | 26日遅れ   |
| 佐賀県       | サガテレビ（STS）     | フジテレビ系列 | 2012年1月22日 13:55 - 15:55  | 29日遅れ   |
| 沖縄県       | 琉球朝日放送（QAB）   | テレビ朝日系列 | 2012年2月11日 12:00 - 13:55  | 49日遅れ   |
| 静岡県       | 静岡第一テレビ（SDT） | 日本テレビ系列 | 2012年2月19日 15:30 - 17:25  | 57日遅れ   |
| 和歌山県     | テレビ和歌山（WTV）   | 独立局         | 2012年2月22日 21:00 - 22:25  | 60日遅れ   |
| 石川県       | 北陸放送（MRO）       | TBS系列        | 2012年2月26日 13:00 - 14:54  | 64日遅れ   |
| 福島県       | 福島中央テレビ（FCT） | 日本テレビ系列 | 2012年3月17日 15:00 - 16:25  | 84日遅れ   |
| 北海道       | テレビ北海道（TVh）   | テレビ東京系列 | 2012年3月17日 19:00 - 20:54  | 84日遅れ   |
| 滋賀県       | びわ湖放送（BBC）     | 独立局         | 2012年3月23日 19:00 - 20:55  | 90日遅れ   |
| 京都府       | 京都放送（KBS）       | 独立局         | 2012年6月28日 20:00 - 21:25  | 187日遅れ  |

### スペシャル2
| 対象対象地域   | 放送局                | 系列           | 放送日時                     | 遅れ       |
| -------------- | --------------------- | -------------- | ---------------------------- | ---------- |
| 関東広域圏     | テレビ東京（TX）      | テレビ東京系列 | 2012年7月13日 19:00 - 20:50  | 制作局     |
| 北海道         | テレビ北海道（TVh）   | テレビ東京系列 | 2012年7月13日 19:00 - 20:50  | 同時ネット |
| 愛知県         | テレビ愛知（TVA）     | テレビ東京系列 | 2012年7月13日 19:00 - 20:50  | 同時ネット |
| 大阪府         | テレビ大阪（TVO）     | テレビ東京系列 | 2012年7月13日 19:00 - 20:50  | 同時ネット |
| 岡山県・香川県 | テレビせとうち（TSC） | テレビ東京系列 | 2012年7月13日 19:00 - 20:50  | 同時ネット |
| 福岡県         | TVQ九州放送（TVQ）    | テレビ東京系列 | 2012年7月13日 19:00 - 20:50  | 同時ネット |
| 滋賀県         | びわ湖放送（BBC）     | 独立局         | 2012年7月13日 19:00 - 20:50  | 同時ネット |
| 奈良県         | 奈良テレビ（TVN）     | 独立局         | 2012年7月13日 19:00 - 20:50  | 同時ネット |
| 熊本県         | 熊本放送（RKK）       | TBS系列        | 2012年8月23日 19:00 - 20:54  | 41日遅れ   |
| 福井県         | 福井テレビ（FTB）     | フジテレビ系列 | 2012年8月25日 15:20 - 17:10  | 43日遅れ   |
| 石川県         | テレビ金沢（KTK）     | 日本テレビ系列 | 2012年9月8日 15:25 - 16:55   | 57日遅れ   |
| 岩手県         | テレビ岩手（TVI）     | 日本テレビ系列 | 2012年9月16日 13:35 - 15:00  | 65日遅れ   |
| 山形県         | 山形放送（YBC）       | 日本テレビ系列 | 2012年9月30日 15:00 - 16:25  | 79日遅れ   |
| 長野県         | 長野放送（NBS）       | フジテレビ系列 | 2012年10月13日 12:00 - 13:55 | 92日遅れ   |
| 富山県         | 富山テレビ（BBT）     | フジテレビ系列 | 2012年10月13日 16:00 - 17:25 | 92日遅れ   |
| 秋田県         | 秋田テレビ（AKT）     | フジテレビ系列 | 2012年11月11日 16:00 - 17:25 | 121日遅れ  |

### スペシャル3
| 対象対象地域   | 放送局                | 系列           | 放送日時                     | 遅れ       |
| -------------- | --------------------- | -------------- | ---------------------------- | ---------- |
| 関東広域圏     | テレビ東京（TX）      | テレビ東京系列 | 2012年12月22日 18:30 - 20:54 | 制作局     |
| 岡山県・香川県 | テレビせとうち（TSC） | テレビ東京系列 | 2012年12月22日 18:30 - 20:54 | 同時ネット |
| 奈良県         | 奈良テレビ（TVN）     | 独立局         | 2012年12月22日 18:30 - 20:54 | 同時ネット |
| 和歌山県       | テレビ和歌山（WTV）   | 独立局         | 2012年12月22日 18:30 - 20:54 | 同時ネット |
| 愛知県         | テレビ愛知（TVA）     | テレビ東京系列 | 2012年12月25日 18:30 - 20:54 | 3日遅れ    |
| 熊本県         | 熊本放送（RKK）       | TBS系列        | 2013年1月3日 15:00 - 17:24   | 12日遅れ   |
| 北海道         | テレビ北海道（TVh）   | テレビ東京系列 | 2013年1月14日 12:00 - 13:55  | 23日遅れ   |
| 秋田県         | 秋田テレビ（AKT）     | フジテレビ系列 | 2013年1月20日 16:00 - 17:25  | 29日遅れ   |
| 山形県         | 山形放送（YBC）       | 日本テレビ系列 | 2013年3月9日 13:30 - 15:55   | 77日遅れ   |

### スペシャル4
| 対象対象地域   | 放送局                | 系列           | 放送日時                    | 遅れ       |
| -------------- | --------------------- | -------------- | --------------------------- | ---------- |
| 関東広域圏     | テレビ東京（TX）      | テレビ東京系列 | 2013年4月30日 18:30 - 20:54 | 制作局     |
| 愛知県         | テレビ愛知（TVA）     | テレビ東京系列 | 2013年4月30日 18:30 - 20:54 | 同時ネット |
| 滋賀県         | びわ湖放送（BBC）     | 独立局         | 2013年4月30日 18:30 - 20:54 | 同時ネット |
| 大阪府         | テレビ大阪（TVO）     | テレビ東京系列 | 2013年4月30日 18:30 - 20:54 | 同時ネット |
| 岡山県・香川県 | テレビせとうち（TSC） | テレビ東京系列 | 2013年4月30日 18:30 - 20:54 | 同時ネット |
| 北海道         | テレビ北海道（TVh）   | テレビ東京系列 | 2013年5月11日 19:00 - 20:54 | 12日遅れ   |
| 山形県         | 山形放送（YBC）       | 日本テレビ系列 | 2013年5月19日 13:00 - 14:55 | 20日遅れ   |
| 福岡県         | TVQ九州放送（TVQ）    | テレビ東京系列 | 2013年6月11日 18:30 - 19:54 | 42日遅れ   |

### スペシャル5
| 対象対象地域   | 放送局                | 系列           | 放送日時                    | 遅れ       |
| -------------- | --------------------- | -------------- | --------------------------- | ---------- |
| 関東広域圏     | テレビ東京（TX）      | テレビ東京系列 | 2013年6月3日 18:30 - 19:54  | 制作局     |
| 北海道         | テレビ北海道（TVh）   | テレビ東京系列 | 2013年6月3日 18:30 - 19:54  | 同時ネット |
| 愛知県         | テレビ愛知（TVA）     | テレビ東京系列 | 2013年6月3日 18:30 - 19:54  | 同時ネット |
| 大阪府         | テレビ大阪（TVO）     | テレビ東京系列 | 2013年6月3日 18:30 - 19:54  | 同時ネット |
| 香川県・岡山県 | テレビせとうち（TSC） | テレビ東京系列 | 2013年6月3日 18:30 - 19:54  | 同時ネット |
| 福岡県         | TVQ九州放送（TVQ）    | テレビ東京系列 | 2013年6月3日 18:30 - 19:54  | 同時ネット |
| 山形県         | 山形放送（YBC）       | 日本テレビ系列 | 2013年7月7日 13:30 - 14:55  | 34日遅れ   |
| 新潟県         | テレビ新潟（TeNY）    | 日本テレビ系列 | 2013年8月31日 13:30 - 14:55 | 89日遅れ   |

### スペシャル6
| 対象対象地域   | 放送局                | 系列           | 放送日時 | 遅れ                       | 脚注      |
| -------------- | --------------------- | -------------- | --- | -------------------------- | --------- |
| 関東広域圏     | テレビ東京（TX）      | テレビ東京系列 | 2013年7月2日 18:30 - 20:54                                                                                        | 制作局                     | 制作局    |
| 愛知県         | テレビ愛知（TVA）     | テレビ東京系列 | 2013年7月2日 18:30 - 20:54                                                                                        | 同時ネット                 |           |
| 香川県・岡山県 | テレビせとうち（TSC） | テレビ東京系列 | 2013年7月2日 18:30 - 20:54                                                                                        | 同時ネット                 |           |
| 滋賀県         | びわ湖放送（BBC）     | 独立局         | 2013年7月2日 18:30 - 20:54                                                                                        | 同時ネット                 |           |
| 福岡県         | TVQ九州放送（TVQ）    | テレビ東京系列 | 2013年7月15日 0:35 - 1:00（Part.1） 2013年7月22日 1:05 - 1:30（Part.2） 2013年7月29日 0:35 - 1:00（Part.3）       | 13日遅れ 20日遅れ 27日遅れ | [ 注 36 ] |
| 北海道         | テレビ北海道（TVh）   | テレビ東京系列 | 2013年7月17日 1:00 - 1:30（Part.1） 2013年7月24日 1:00 - 1:30（Part.2） 2013年7月31日 1:00 - 1:30（Part.3）       | 15日遅れ 22日遅れ 29日遅れ | [ 注 36 ] |
| 新潟県         | テレビ新潟（TeNY）    | 日本テレビ系列 | 2013年8月10日 10:00 - 10:30（Part.1） 2013年8月17日 10:00 - 10:30（Part.2） 2013年8月24日 10:00 - 10:30（Part.3） | 39日遅れ 46日遅れ 53日遅れ | [ 注 36 ] |

### スペシャル7
| 対象対象地域 | 放送局                | 系列           | 放送日時 | 遅れ                                |
| ------------ | --------------------- | -------------- | --- | ----------------------------------- |
| 関東広域圏   | テレビ東京（TX）      | テレビ東京系列 | 2013年7月30日 18:30 - 20:54 | 制作局                              |
| 北海道       | テレビ北海道（TVh）   | テレビ東京系列 | 2013年7月30日 18:30 - 20:54 | 同時ネット                          |
| 岡山・香川   | テレビせとうち（TSC） | テレビ東京系列 | 2013年7月30日 18:30 - 20:54 | 同時ネット                          |
| 福岡県       | TVQ九州放送（TVQ）    | テレビ東京系列 | 2013年8月19日 0:35 - 1:00（Part.1） 2013年8月26日 0:35 - 1:00（Part.2） 2013年9月2日 0:35 - 1:00（Part.3） 2013年9月9日 0:35 - 1:00（Part.4）              | 20日遅れ 27日遅れ 34日遅れ 41日遅れ |
| 新潟県       | テレビ新潟（TeNY）    | 日本テレビ系列 | 2013年8月24日 13:30 - 15:25 | 25日遅れ                            |
| 青森県       | 青森朝日放送（ABA）   | テレビ朝日系列 | 2013年10月12日 15:15 - 15:45（Part.1） 2013年10月19日 15:15 - 15:45（Part.2） 2013年10月26日 15:15 - 15:45（Part.3） 2013年11月2日 15:15 - 15:45（Part.4） | 74日遅れ 81日遅れ 88日遅れ 95日遅れ |

### スペシャル8
| 対象対象地域   | 放送局                | 系列           | 放送日時 | 遅れ                       |
| -------------- | --------------------- | -------------- | --- | -------------------------- |
| 関東広域圏     | テレビ東京（TX）      | テレビ東京系列 | 2013年9月17日 18:30 - 20:54                                                                                   | 制作局                     |
| 岡山県・香川県 | テレビせとうち（TSC） | テレビ東京系列 | 2013年9月17日 18:30 - 20:54                                                                                   | 同時ネット                 |
| 北海道         | テレビ北海道（TVh）   | テレビ東京系列 | 2013年10月2日 1:00 - 1:30（Part.1） 2013年10月9日 1:00 - 1:30（Part.2） 2013年10月16日 1:00 - 1:30（Part.3）  | 15日遅れ 22日遅れ 29日遅れ |
| 新潟県         | テレビ新潟（TeNY）    | 日本テレビ系列 | 2013年10月19日 13:30 - 15:25                                                                                  | 32日遅れ                   |
| 福岡県         | TVQ九州放送（TVQ）    | テレビ東京系列 | 2013年10月28日 0:35 - 1:00（Part.1） 2013年11月4日 0:35 - 1:00（Part.2） 2013年11月11日 0:35 - 1:00（Part.3） | 41日遅れ 48日遅れ 55日遅れ |
| 奈良県         | 奈良テレビ（TVN）     | 独立局         | 2013年11月05日 19:00 - 20:54                                                                                  | 35日遅れ                   |

### スペシャル9
| 放送対象地域   | 放送局                | 系列           | 放送時間                                                                    | 遅れ                              |
| -------------- | --------------------- | -------------- | --------------------------------------------------------------------------- | --------------------------------- |
| 関東広域圏     | テレビ東京（TX）      | テレビ東京系列 | 2013年10月15日 18:30 - 20:54                                                | 制作局                            |
| 北海道         | テレビ北海道（TVh）   | テレビ東京系列 | 2013年10月15日 18:30 - 20:54                                                | 同時ネット                        |
| 愛知県         | テレビ愛知（TVA）     | テレビ東京系列 | 2013年10月15日 18:30 - 20:54                                                | 同時ネット                        |
| 大阪府         | テレビ大阪（TVO）     | テレビ東京系列 | 2013年10月15日 18:30 - 20:54                                                | 同時ネット                        |
| 岡山県・香川県 | テレビせとうち（TSC） | テレビ東京系列 | 2013年10月15日 18:30 - 20:54                                                | 同時ネット                        |
| 福岡県         | TVQ九州放送（TVQ）    | テレビ東京系列 | 2013年10月15日 18:30 - 20:54                                                | 同時ネット                        |
| 熊本県         | 熊本放送（RKK）       | TBS系列        | 2013年10月30日 23:58 - 翌0:58（前編） 2013年11月6日 23:58 - 翌0:58（後編）  | 15日遅れ（前編） 22日遅れ（後編） |
| 新潟県         | テレビ新潟（TeNY）    | 日本テレビ系列 | 2013年11月9日 13:30 - 15:25                                                 | 25日遅れ                          |
| 奈良県         | 奈良テレビ（TVN）     | 独立局         | 2013年11月26日 19:00 - 20:54                                                | 35日遅れ                          |
| 大分県         | 大分放送（OBS）       | TBS系列        | 2013年12月11日 23:58 - 翌0:58（前編） 2013年12月18日 23:58 - 翌0:58（後編） | 51日遅れ（前編） 58日遅れ（後編） |

### 放送時間の変遷
| 期間    | 期間    | 放送曜日           | 放送時間（日本時間）   |
| ------- | ------- | ------------------ | ---------------------- |
| 2012.04 | 2012.09 | 火曜日（月曜深夜） | 00:12 - 0:53（41分）   |
| 2012.10 | 2013.03 | 月曜日             | 23:58 - 翌0:45（47分） |
| 2013.04 | 2013.09 | 日曜日（土曜深夜） | 01:45 - 2:10（25分）   |
| 2013.10 | 2014.03 | 火曜日             | 18:30 - 19:54（84分）  |
| 2014.04 | 2015.09 | 火曜日             | 18:57 - 19:54（57分）  |

## 番組使用曲

### オープニングテーマ
- 「謡I - Making of Cyborg」 - アニメ映画『GHOST IN THE SHELL / 攻殻機動隊』サウンドトラック

### 番組内挿入曲
- リチャード・ロジャース「My Favorite Things」 - 赤坂達三によるカバーバージョンを使用。
- エドワード・エルガー「愛の挨拶」
- 「いい日旅立ち」

### エンディングテーマ
- いきものがかり「笑ってたいんだ」

## スタッフ

### パイロット版
- ナレーション：窪田等
- 構成：鈴木おさむ、北本かつら、武田郁之輔
- TD：近藤剛史
- CAM：吉田和雄
- VE：辻源之
- 音声：久保田優
- 照明：山崎康紀
- ロケ技術：磯野伸吾・宇津野俊宏（極東電視台）
- 美術：薬師寺哲朗（テレビ東京アート）
- 美術プロデューサー：小越敏彦
- ロゴデザイン：小室泰樹（コーラルレッド）
- 編集：木村有宏（ザ・チューブ）
- MA：櫻井伸二（ザ・チューブ）
- 音効：松田創（Thee BLUE BEAT）
- TK：山口佳奈絵
- 協力：MAPPLE
- 番宣：岡仁
- デスク：鈴木あゆみ、神山亜弓
- AD：折笠佳奈子、山際梨紗、鶴巻昌宏、島袋亮太
- AP：内藤三保子、加藤正和、国部有紀
- ディレクター：小比類巻将範、中野テツジロ、植木一実、佐藤稔久、辻仁史、中野慎吾、尾越功
- 演出：濱谷晃一、水口智就
- プロデューサー：塩原幸雄、中村昌哉、中附智貴
- 総合プロデューサー：伊藤隆行
- 制作協力：極東電視台
- 制作著作：テレビ東京

### レギュラー版
- ナレーション：窪田等、津野まさい
- 構成：北本かつら、鈴木三世、武田郁之輔
- TD：近藤剛史、吉田健吾、野瀬一成、八城吉宏、西村光平
- CAM：丸山真平、田中圭介、野瀬一成、末永尚享、西村光平、段野祐一郎
- VE：水野暁夫、三浦宏一、佐藤誠二、長沼伸明、中山拓
- 音声：永久保仁志、大熊一幸、湯面由香里、佐藤達也
- 照明：井町成宏、三浦弘、小林瑞雪
- ロケ技術：浅原亘・磯野伸吾・松橋利行・宇野木俊宏・小野寺康敏・福浦俊輔（極東電視台）、柴田義行・飯島秀和・海野太郎・竹内義拡・石渡裕二・出野裕史・海野亮・芦田沙織（NiTRo）、吉田剛・小出秀久（池田屋）、金子幸政・濱野周司（T-TEX）、小谷智士（アンフィカム）
- 美術：薬師寺哲朗（テレビ東京アート）
- 美術進行：仙田拓也（テレビ東京アート、一時離脱→復帰）
- ロゴデザイン：小室泰樹（コーラルレッド）
- イラスト：森本レオリオ
- 編集：木村有宏、幸山愛、今田隆之、三上大貴、長谷川賢太（ザ・チューブ）
- MA：阿世知貴彦（ザ・チューブ→エスユー）
- TK：山口佳奈絵、山田愛
- 音効：松田創（Thee BLUE BEAT）
- 協力：MAPPLE
- 宣伝：河村彩子
- デスク：門田理紗
- AD：古東風太郎、志水亮太、松本好恵、長谷川侑里、菊池友加里、原島七徳、小野木里穂、嶋田莉乃
- AP：内藤三保子、飯田知佳、宮木千佳
- ディレクター：高橋久直、三宅優樹、福田弘、津宏典、島袋亮太（津・島袋→共に以前はAD）、大河原則夫、中村慎吾、畑村陽平、鈴木大二郎、青木章浩、古郡英樹、中尾光佐、小林圭子
- 演出：小比類巻将範、佐藤稔久（以前はディレクター）
- プロデューサー：清水俊雄、中村昌哉、中附智貴
- 総合プロデューサー：伊藤隆行
- 制作協力：極東電視台
- 制作著作：テレビ東京

### 過去のスタッフ
- 構成：鈴木おさむ
- 美術：小越敏彦
- 美術進行：野本和広、五月女裕之（テレビ東京アート）
- TK：伊藤美紀
- 番宣：岡仁
- AD：藤巻聖、日比理貴、上原彩子、一楽千恵、平内裕子、陳賛明、沈冰清、ステラシュリヒティング、長谷川美典
- AP：加藤正和、茂手木はるか、岬千鶴、西崎修一、竹内加奈子、川島道子、後藤紗矢香、中村恵
- ディレクター：竹内隆徳、内田潔、山際梨紗、藤野賢宏、小原秀二郎
- 演出：植木一実、水口智就、中野テツジロ